# Сосновка (Амурская область)
Сосно́вка — село в Серышевском районе Амурской области, Россия. Входит в Сосновский сельсовет.

## География
Село Сосновка расположено к юго-востоку от пос. Серышево, в 6 км юго-восточнее автотрассы областного значения Серышево — Новокиевский Увал — Февральск — Златоустовск.
Дорога к селу Сосновка идёт от пос. Серышево через сёла Украинка и Верное, расстояние до районного центра — 31 км.
От села Сосновка на восток идёт дорога к сёлам Державинка, Автономовка и Верхнеборовая.

## Население
| 2002 | 2010 | 2012 | 2013 | 2014 | 2015 | 2016 |
| ---- | ---- | ---- | ---- | ---- | ---- | ---- |
| 456  | ↘273 | ↘261 | ↗262 | ↘249 | ↘246 | ↘233 |
| 2017 | 2018 |      |      |      |      |      |
| ↘228 | ↘209 |      |      |      |      |      |

## Инфраструктура
Сельскохозяйственные предприятия Серышевского района.